# Philipp Rösler
Tiến sĩ Philipp Rösler (sinh ngày 24 tháng 2 năm 1973 tại Khánh Hưng, Ba Xuyên nay là Sóc Trăng, Đồng bằng sông Cửu Long) là một chính trị gia Đức, cựu chủ tịch Đảng Dân chủ Tự do (FDP), cựu phó thủ tướng Đức. Vào tháng 2 năm 2014, ông là giám đốc điều hành, thành viên hội đồng quản trị của Diễn đàn kinh tế thế giới tại Cologny, Thụy Sĩ.

## Cuộc đời và sự nghiệp
Rösler vốn là người Đức gốc Việt sinh tại Khánh Hưng, Ba Xuyên (nay là tỉnh Sóc Trăng), Việt Nam Cộng hòa, không rõ cha mẹ, không rõ họ tên gốc và được nuôi trong một viện mồ côi Công giáo do các nữ tu Dòng Chúa Quan Phòng Portieux tại Sóc Trăng coi sóc. Khi được 9 tháng tuổi, ông được một cặp vợ chồng người Đức vốn đã có 2 con gái nhận nuôi và đặt tên là Philipp Rösler. Cha mẹ nuôi của ông ly dị khi ông 4 tuổi và sau đó ông sống với cha là một quân nhân. Có thể nói người cha này đã ảnh hưởng rất lớn đến một phần tính cách và sự nghiệp của cuộc đời Rösler. Ông trưởng thành tại Hamburg, Bückeburg và Hannover, nơi ông tốt nghiệp trường trung học Lutherschule với hạng A. Sau đó, ông gia nhập quân đội Đức và được đào tạo thành sĩ quan quân y nhưng về sau được miễn nhiệm vụ để theo học tại trường Đại học Y khoa Hannover. Năm 1999, ông thực tập Y khoa tại Bệnh viện Các lực lượng vũ trang Liên Bang ở Hamburg. Năm 2002, ông nhận được học vị tiến sĩ Y khoa. Sau khi hết thời hạn cam kết 16 năm của mình, Rösler rời quân đội như một bác sĩ chuyên ngành phẫu thuật.
Philipp Rösler không cảm thấy phải tìm kiếm nguồn gốc của mình và tự xem mình là một người Đức Công giáo. Năm 2006, theo lời thúc giục của vợ, ông lần đầu tiên thăm Việt Nam, nơi ông sinh ra, nhưng ông nói rằng ông chỉ có mối liên hệ tình cảm hạn chế với nước này.

## Sự nghiệp chính trị

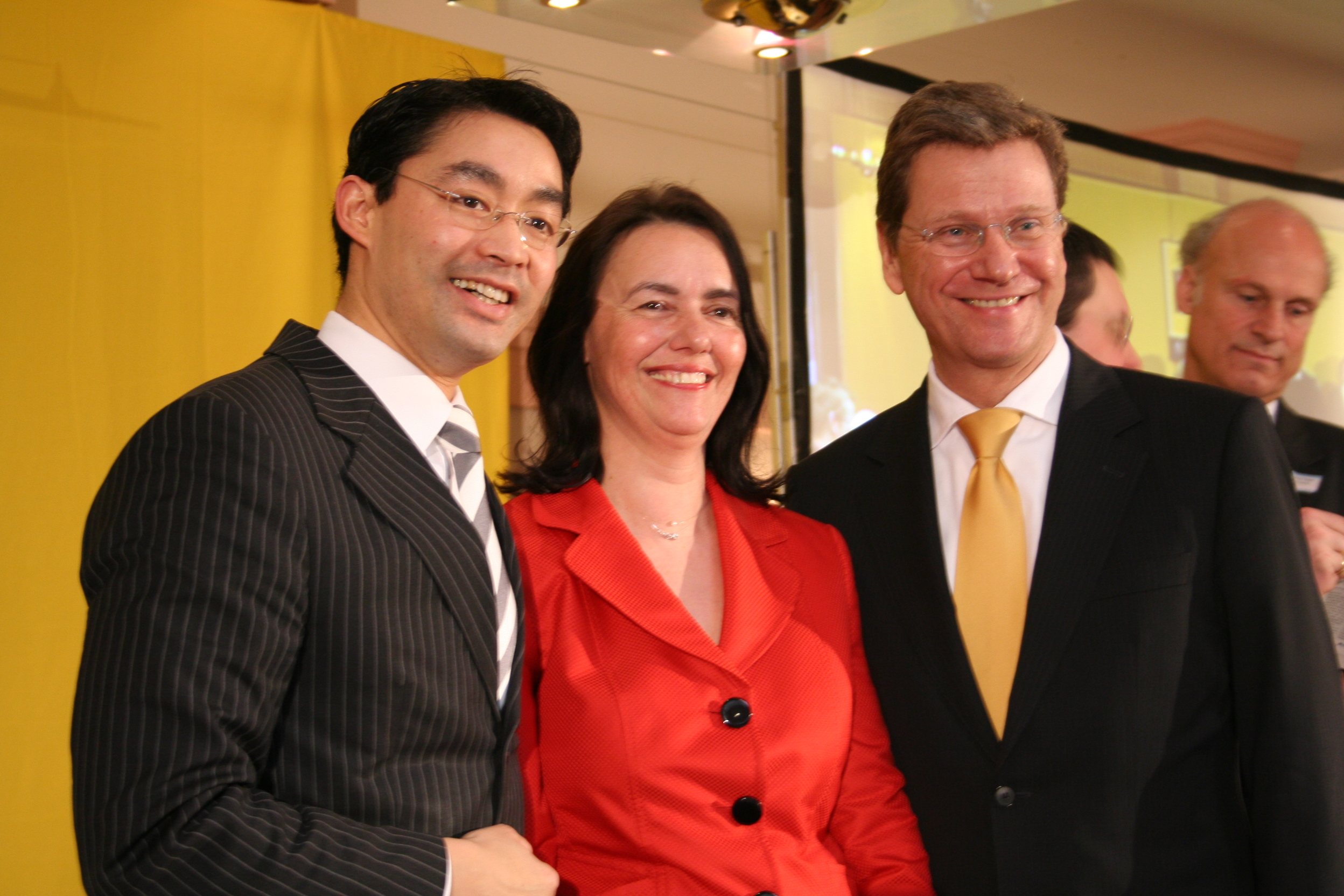
Philipp Rösler tại một hội nghị của FDP

Từ năm 1992, Rösler trở thành một thành viên của Đảng Dân chủ Tự do (Freie Demokratische Partei-FDP) và các tổ chức chính trị thanh niên. Ông là thư ký của FDP tại tiểu bang Niedersachsen từ năm 2000 cho đến năm 2004. Từ năm 2001 đến năm 2006, Rösler là một thành viên trong hội đồng khu vực của Hannover, nơi ông cũng đã được làm phó chủ tịch nhóm nghị sĩ của Đảng trong nghị viện.
Tháng 5 năm 2005, Rösler được bầu làm quan sát viên của Ban chấp hành toàn liên bang của FDP với hơn 95% số phiếu, kết quả tốt nhất trong lịch sử đảng FDP. Tại hội nghị của FDP vào tháng 3 năm 2006, Rösler được bầu làm chủ tịch FDP tại tiểu bang Hạ Saxony. Ông thay thế Walter Hirche, chủ tịch hơn 12 năm của FDP tại Niedersachsen vừa mới từ chức. Tháng 4 năm 2008, Rösler chính thức trở thành chủ tịch FDP tại Niedersachsen với 95% số phiếu.
Tháng 6 năm 2007, tại hội nghị bên liên bang đảng FDP, Rösler được tái bầu làm thành viên của Ban chấp hành Trung ương Đảng. Tháng sau, ông được bầu để trở thành ứng cử viên đảng FDP trong cuộc bầu cử nghị viện tại bang Niedersachsen sẽ được tổ chức vào tháng 1 năm 2008. Trong cuộc bầu cử đó, ông đã nhận được 10,9% số phiếu tại vùng bang nhà của mình là Hannover-Döhren. Từ năm 2003 ông là lãnh đạo phe FDP trong hội đồng lập pháp của Niedersachsen. Ngày 18 tháng 2, Rösler được bổ nhiệm làm bộ trưởng kinh tế, lao động và giao thông vận tải kiêm nhiệm phó thủ hiến của bang Niedersachsen.
Trong tháng 10 năm 2009, Rösler kế nhiệm Ulla Schmidt làm Bộ trưởng Bộ Y tế Đức trong nội các của bà Angela Merkel. Ông trở thành bộ trưởng liên bang trẻ nhất nước Đức vào thời điểm nhậm chức vụ này cũng như là người gốc Việt đầu tiên làm bộ trưởng tại một quốc gia Châu Âu. Rösler được chỉ định kế nhiệm Guido Westerwelle làm chủ tịch đảng Dân chủ Tự do (FDP) và phó thủ tướng Đức.
Ngày 13 tháng 5 năm 2011 ông được Đại hội Đảng bầu làm chủ tịch đảng Dân chủ Tự do (FDP) và trở thành phó thủ tướng Đức. Rösler lên làm chủ tịch của FDP khi đảng này đang trong thời kì vô cùng khó khăn với số phiếu tín nhiệm chỉ được gần 1,4% so với thời kì đỉnh cao là 14,5% (Nếu theo thông thường mà nói thì đảng này sẽ bị tan rã). Việc ông lên nắm quyền là một tia hi vọng mới cho đảng này nói riêng và cộng đồng người nước ngoài ở Đức nói chung.
Vào ngày 23 tháng 9 năm 2013, Rösler chính thức từ chức chủ tịch đảng, sau khi đảng FDP lần đầu tiên không đạt được mức rào cản 5 % toàn số phiếu để có thể có đại biểu trong quốc hội liên bang. Vào ngày 7 tháng 12 năm 2013, Christian Lindner được bầu làm chủ tịch đảng thay thế ông.
Trong một cuộc phỏng vấn mới nhất với tờ báo Welt am Sonntag, Rösler đã tuyên bố chính thức, là sẽ từ bỏ các hoạt động chính trị để tập trung vào trách nhiệm mới.

## Sự nghiệp sau đó
Ngày 22 tháng 12 năm 2013, báo chí loan báo là Rösler, cựu bộ trưởng Kinh tế, đã tìm được việc làm mới. Ông và gia đình sẽ rời khỏi nước Đức chuyển sang sống tại Genf (Thụy Sĩ). Ở đây, ông sẽ cùng làm việc những người khác trong nhóm quản trị Diễn đàn Kinh tế thế giới. Vào tháng 01 năm 2014, Philipp Rösler trở thành Giám đốc quản lý của Diễn đàn Kinh tế thế giới (WEF) ở Thụy Sĩ.
Ngày 15 tháng 3 năm 2019, Philipp Rösler đã nhận lời mời của VinaCapital Ventures tại Việt Nam, trở thành Chủ tịch Hội đồng Cố vấn Quỹ đầu tư VinaCapital Ventures chuyên đầu tư vào công nghệ và các doanh nghiệp khởi nghiệp. Ông chính thức trở về Việt Nam làm việc. Ông cũng gặp gỡ Thủ tướng Nguyễn Xuân Phúc và thăm một số doanh nghiệp lớn như VinFast.
Tháng 9 năm 2021, Philipp Rösler trở thành Lãnh sự danh dự Việt Nam tại Thụy Sĩ.

## Đời tư
Ông là một người Công giáo La Mã, và một thành viên Hội đồng của Ủy ban Trung ương của người Công giáo Đức. Ông đã kết hôn với Wiebke Rosler, cũng là một bác sĩ, từ năm 2003. Hai vợ chồng có bé gái song sinh, Grietje và Gesche, sinh năm 2008.

## Giải thưởng
- Karnevalsorden (huy chương Karnevals) cấp humoris causa của hội Funkenartillerie Blau-Weiß vùng Döhrener.[29]